# Академическая гребля на летних Олимпийских играх 2008 — двойки парные (женщины)
Соревнования парных двоек в академической гребле среди женщин на летних Олимпийских играх 2008 прошли с 9 до 16 августа. Приняли участие 20 спортсменок из 10 стран.

## Призёры
| Золото                                                              | Серебро                                    | Бронза                                         |
| Новая Зеландия · Джорджина Эверс-Суинделл · Кэролайн Эверс-Суинделл | Германия · Аннекатрин Тиле · Кристиане Хут | Великобритания · Элис Лаверик · Анна Бебингтон |

## Рекорды
| Мировое лучшее время | Новая Зеландия Джорджина Эверс-Суинделл, Кэролайн Эверс-Суинделл | 6:38,78 | Севилья, Испания | 2002 год |

## Результаты

### Отборочные гонки
Занявшие первые места проходят в финал A, остальные в дополнительные гонки.
| Место | Спортсмены                                                       | Результат |
| ----- | ---------------------------------------------------------------- | --------- |
| 1     | Новая Зеландия Джорджина Эверс-Суинделл, Кэролайн Эверс-Суинделл | 7:03,92   |
| 2     | Германия Аннекатрин Тиле, Кристиане Хут                          | 7:09,06   |
| 3     | США Меган Кэлмоу, Эллен Томек                                    | 7:11,17   |
| 4     | Румыния Йонелия Няксу, Роксана Коджану                           | 7:12,17   |
| 5     | Украина Катерина Тарасенко, Яна Дементьева                       | 7:25,03   |

| Место | Спортсмены                                   | Результат |
| ----- | -------------------------------------------- | --------- |
| 1     | Китай Ли Цинь, Тянь Лян                      | 7:03,13   |
| 2     | Чехия Йитка Антошова, Габриэла Варжекова     | 7:04,23   |
| 3     | Великобритания Элис Лаверик, Анна Бебингтон  | 7:08,65   |
| 4     | Австралия Катриона Сенс, Соня Миллс          | 7:13,25   |
| 5     | Италия Лаура Скьявоне, Элизабетта Санкассани | 7:30,25   |

### Дополнительные гонки
Занявшие 1-2 места проходят в финал A, остальные в финал B.
| Место | Спортсмены                                   | Результат |
| ----- | -------------------------------------------- | --------- |
| 1     | Великобритания Элис Лаверик, Анна Бебингтон  | 6:54,92   |
| 2     | Германия Аннекатрин Тиле, Кристиане Хут      | 6:55,96   |
| 3     | Румыния Йонелия Няксу, Роксана Коджану       | 7:01,69   |
| 4     | Италия Лаура Скьявоне, Элизабетта Санкассани | 7:08,00   |

| Место | Спортсмены                                 | Результат |
| ----- | ------------------------------------------ | --------- |
| 1     | США Меган Кэлмоу, Эллен Томек              | 6:58,84   |
| 2     | Чехия Йитка Антошова, Габриэла Варжекова   | 7:00,75   |
| 3     | Австралия Катриона Сенс, Соня Миллс        | 7:04,30   |
| 4     | Украина Катерина Тарасенко, Яна Дементьева | 7:06,77   |

### Финалы

#### Финал B
| Место | Спортсмены                                   | Результат |
| ----- | -------------------------------------------- | --------- |
| 1     | Украина Катерина Тарасенко, Яна Дементьева   | 7:17,82   |
| 2     | Австралия Катриона Сенс, Соня Миллс          | 7:19,73   |
| 3     | Румыния Йонелия Няксу, Роксана Коджану       | 7:20,99   |
| 4     | Италия Лаура Скьявоне, Элизабетта Санкассани | 7:29,22   |

#### Финал A
| Место | Спортсмены                                                       | Результат |
| ----- | ---------------------------------------------------------------- | --------- |
| 1     | Новая Зеландия Джорджина Эверс-Суинделл, Кэролайн Эверс-Суинделл | 7:07,32   |
| 2     | Германия Аннекатрин Тиле, Кристиане Хут                          | 7:07,33   |
| 3     | Великобритания Элис Лаверик, Анна Бебингтон                      | 7:07,55   |
| 4     | Китай Ли Цинь, Тянь Лян                                          | 7:15,85   |
| 5     | США Меган Кэлмоу, Эллен Томек                                    | 7:17,53   |
| 6     | Чехия Мирослава Кнапкова, Габриэла Варжекова                     | 7:25,09   |